# Bubbi Guppik
A Bubbi Guppik (eredeti cím: Bubble Guppies) 2011-től 2023-ig futott amerikai–kanadai televíziós 3D-s számítógépes animációs oktató sorozat, amelyet Johnny Belt és Robert Scull alkotott.
A producerei Nancy Evelyn, Lynne Warner, Allie Strawbridge, Melissa Graham és Jain Dickson. Zenéjét Nick Balaban, Michael Rubin, John Angier szerezte. A sorozat gyártója a WildBrain Entertainment, Nelvana, a Jam Filled Toronto és a Nickelodeon Animation Studio, forgalmazója a ViacomCBS Domestic Media Networks.
Amerikában 2011. január 24-én a Nick Jr. mutatta be, Magyarországon 2011. szeptember 10-én a Nickelodeonon mutatta be, a Nick Jr. műsor blokkban és 2013. szeptember 8-án a TV2 is bemutatta.

## Szereplők
| Szereplő    | Eredeti hang                                                                                       | Magyar hang                                                                                               | Leírás                                                        |
| ----------- | -------------------------------------------------------------------------------------------------- | --- | ------------------------------------------------------------- |
| Molly       | Brianna Gentilella (1-2. évad) Bailey Gambertoglio (3-4. évad) Taylor Kaplan (5. évad)             | Csuha Bori                                                                                                | Rózsaszín hajú, barna szemű, kék ruhás sellőlány.             |
| Gil         | Zachary Gordon (1-2. évad) Jacob Bertrand (3. évad) Jay Gragnani (4. évad) Quinn Breslin (5. évad) | Berkes Bence (1-3. évad) Pál Dániel Máté (4. évad) Maszlag Bálint (5. évad) Kovács András Bátor (6. évad) | Kék hajú, kék szemű, zöld ruhás sellőfiú.                     |
| Goby        | Jelani Imani (1-2. évad) Marleik Walker (3. évad) Issac Ryan Brown (4. évad) Caleb Clark (5. évad) | Bogdán Gergő (1-3. évad) Nagy Gereben (4. évad) Mayer Marcell (5. évad) Tóth Csanád (6. évad)             | Sötétlila hajú, barna szemű, sötétlila és kék ruhás sellőfiú. |
| Deema       | Angelina Wahler (1-2. évad) Grace Kaufman (3-4. évad) Catherine Bradley (5. évad)                  | Nádorfi Krisztina                                                                                         | Sárga hajú, kék szemű, sárga ruhás sellőlány.                 |
| Oona        | Reyna Shaskan (1-2. évad) Tori Feinstein (3-4. évad) Colby Kines (5. évad)                         | Laudon Andrea (1-4. évad) Gyarmati Laura (5-6. évad)                                                      | Lila hajú, barna szemű, lila ruhás sellőlány.                 |
| Nonny       | Eamon Pirruccello (1-2. évad) Jet Jurgensmeyer (3-4. évad) A.J. Kane (5. évad)                     | Kardos Bence (1-2. évad) Markovics Tamás (3-4. évad) Mátyus Károly (5. évad) Rostás Ábel (6. évad)        | Narancssárga hajú, zöld szemű, zöld ruhás sellőfiú.           |
| Zooli       | Leah Javier                                                                                        | Engel-Iván Lili                                                                                           | Indigo hajú, barna szemű, rózsaszín ruhás sellőlány.          |
| Sügér bácsi | Tino Insana (2011-2016) Fred Tatasciore (2014) Chris Phillips (ének)                               | Schneider Zoltán                                                                                          | Egy nagy aranyhal, a guppik tanára.                           |

## Epizódok
| Évad | Évad | Epizódok | Eredeti sugárzás     | Eredeti sugárzás  | Magyar sugárzás      | Magyar sugárzás      |
| Évad | Évad | Epizódok | Évadpremier          | Évadfinálé        | Évadpremier          | Évadfinálé           |
| ---- | ---- | -------- | -------------------- | ----------------- | -------------------- | -------------------- |
|      | 1    | 20       | 2011. január 24.     | 2011. október 24. | 2011. szeptember 10. | N/A                  |
|      | 2    | 20       | 2011. november 4.    | 2013. május 2.    | 2012. október 1.     | 2013. április 19.    |
|      | 3    | 26       | 2013. augusztus 12.  | 2015. június 19.  | 2013. november 2.    | 2015. szeptember 18. |
|      | 4    | 14       | 2015. május 21.      | 2016. október 21. | 2016. január 29.     | 2016. december 28.   |
|      | 5    | 18       | 2019. szeptember 27. | 2021. március 5.  | 2020. július 17.     | 2021. december 25.   |
|      | 6    | 34       | 2021. október 19.    | 2023. június 30.  | 2021. december 13.   | 2023. március 10.    |